# 18381 Massenet
18381 Massenet este un asteroid din centura principală de asteroizi.

## Descriere
18381 Massenet este un asteroid din centura principală de asteroizi. A fost descoperit pe 30 decembrie 1991 la Observatoire de Haute-Provence de Eric Walter Elst. Asteroidul prezintă o orbită caracterizată de o semiaxă mare de 2,80 ua, o excentricitate de 0,14 și o înclinație de 6,6° în raport cu ecliptica.